# Antonio García Varela
Antonio García Varela  (Carballino, 8 de agosto de 1875-Madrid, 30 de agosto de 1942) fue un naturalista español.

## Trayectoria
Hijo de un abogado, estudió el bachillerato en Orense y ciencias naturales en las universidades de Santiago de Compostela, Salamanca y Madrid . Discípulo de Ignacio Bolívar Urrutia, en 1895 comenzó a trabajar en la Estación de Biología Marina de Santander. Se especializó en entomología, concretamente en hemípteros de la familia de los reduvidos en los Museos de Ciencias de París y Berlín y se doctoró con la tesis Reduvidos africanos.
Catedrático de ciencias naturales de la Universidad de Santiago de Compostela, (1895), transformó el Gabinete de Historia Natural en museo. En 1909 se constituyó en Santiago una delegación de la Real Sociedad Española de Historia Natural para organizar las colecciones gallegas. En 1919 obtuvo la cátedra de fisiología vegetal en la Universidad de Madrid, y se dedicó a la botánica. Formó parte de la Junta para Ampliación de Estudios e Investigaciones Científicas y fue conservador del Museo de Ciencias Naturales de Madrid. En 1925 presidió la Real Sociedad Española de Historia Natural y en 1930 fue nombrado director del Real Jardín Botánico de Madrid, en sustitución de  Ignacio Bolívar Urrutia, cargo que ocupó hasta 1937.
El golpe de Estado del 18 de julio de 1936 le sorprendió en Madrid, ciudad que se negó a abandonar. Fue apartado de su cátedra.
En 1938 fue elegido académico de la Real Academia de Ciencias Exactas, Físicas y Naturales. Murió en 1942 sin asumir el cargo. Fue miembro de la Société entomologique de France, la Société Botanique de France y miembro de la Académie internationale d'histoire des sciences.

## Obras
- Reduvidos africanos, 1906.
- Contribución al estudio de los hemípteros de África: apuntes sobre los coreidos del Museo de Madrid, 1913.